# RISE
RISE – Aliança d'Esquerra d'Escòcia va ser una aliança política d'esquerres creada per a les eleccions legislatives escoceses del 2016. Es va establir de forma oficial arran d'una conferència celebrada a Glasgow el 29 d'agost de 2015. El seu nom fa referència al verb to rise, aixecar-se, en anglès i correspon a l'acrònim de Respecte, Independència, Socialisme i Ecologisme. El partit es va dissoldre al 2020.
Des dels Països Catalans es va establir un paral·lelisme entre RISE i la CUP, tot i que a Escòcia se'ls comparava més aviat amb Syriza.

## Història
Poc després del referèndum d'independència d'Escòcia, es va posar en marxa el Projecte Esquerra Escocesa a l'octubre de 2014, com a "fòrum de base per a les idees i el talent d'esquerra". Aquest estava vinculat tant a membres del Grup Socialista Internacional com del Partit Socialista Escocès
Més endavant, el PSE oficialitzaria una aliança electoral amb el Projecte per a les eleccions de 2016, en la qual s'integrarien altres forces minoritàries com la Xarxa Comunista Republicana.
Tanmateix, a les eleccions va rebre prop d'11.000 vots i cap escó al Parlament escocés. Com a conseqüència, l'aliança es dissoldria al 2020.

## Resultats electorals
| Any  | Vots   | %        | Escons  | +/- | Pos. | Govern            |
| ---- | ------ | -------- | ------- | --- | ---- | ----------------- |
| 2016 | 10,911 | 0.5 (#9) | 0 / 129 | Nou | 9è   | Extraparlamentari |